# Kalama (přítok Columbie)
Kalama (anglicky Kalama River, v jazyce původních obyvatel Thlakalamah) je řeka na jihozápadě státu Washington v severozápadní části USA. Je dlouhá 72 km. Povodí zaujímá plochu 530 km². 

## Popis
Řeka Kalama pramení na jihozápadním svahu aktivní sopky Mount St. Helens, náležící do Kaskádového pohoří, v nadmořské výšce 880 m. Směr toku se orientuje převážně na jihozápad, zatímco na svém konci se stačí na západ. Po celé své délce leží na území okresu Cowlitz. Poblíž města Kalama se vlévá do řeky Columbie, která ústí do Tichého oceánu.  
Calama je zastaralý název. Gabriel Franchere v roce 1811 napsal, že Thlakalamah bylo indiánské pojmenování řeky. 